# قاعدة همدان الجوية
قاعدة همدان الجوية (بالفارسية: پایگاه هوایی شهید نوژه) قاعدة جوية إيرانية رئيسية تقع 47 كلم شمالي مدينة همدان في محافظة همدان وتم تغير إسمها إلى قاعدة الشهيد نوزة الجوية تكريماً للطيار الإيراني محمد نوزة وهو أول طيار يُقتل بعد الثورة الإسلامية الإيرانية أثناء تصديه للمسلحين الأكراد في محافظة كرمنشاه عام 1979.
لعبت القاعدة دوراً رئيسياً خلال الحرب العراقية الإيرانية بسبب موقعها قرب الحدود العراقية، حيث انطلقت منها عدة غارات في العمق العراقي أشهرها الغارة على قاعدة الوليد الجوية. حالياً تأوي القاعدة أسراباً من طائرات إف-4 وميج-29.
ابتدائاً من 15 آب/أغسطس 2016 بدأت القوات الجوية الروسية باستخدام قاعدة همدان الجوية لقصف مواقع المسلحين في سوريا بسبب عدم ملائمة المطارات السورية للقاذفات الاستراتيجية الروسية.